# Maxi Toys
Maxi Toys était une entreprise belge spécialisée dans la vente de jouets. L'entreprise a été reprise par la société Fijace et Distritoys (groupe King Jouet) le 1er septembre 2020. 
Les magasins de cette enseigne sont devenus des King Jouet dans les années 2020.

## Histoire
- 1988 : Fondation de Maxi Toys, le premier magasin ouvre à Anderlecht[1]
- 1993 : L'enseigne débarque en France[2].
- De 1997 à 2000 : Blokker Holding rentre progressivement dans le capital de Maxi Toys[3],[1]

En août 2020, Maxi Toys en redressement judiciaire, voit 115 magasins sur les 155 que compte le groupe, être repris par King Jouet, les autres magasins devraient être fermés.
Entre 2022 et 2023, les magasins Maxi Toys sont remplacés, en France, puis en Belgique et au Luxembourg par l'enseigne King Jouet (ou l'enseigne King’Okaz selon l'emplacement si un magasin King Jouet existe à proximité),,. 

## Présence en France
La filiale Maxi Toys France a réalisé un chiffre d'affaires de 141 millions d'euros au 31 janvier 2019. Elle emploie 756 salariés dans 133 établissements.

## Présence internationale
| Pays       | Nombre de magasins |
| ---------- | ------------------ |
| Belgique   | 22                 |
| France     | 95                 |
| Luxembourg | 5                  |